# 大江戸温泉物語 別府清風
大江戸温泉物語 別府清風（おおえどおんせんものがたり べっぷせいふう）は、大分県別府市北浜にある温泉ホテルである。旧別府ホテル清風を改装して2017年（平成29年）7月28日に再オープンした。

## 沿革
別府ホテル清風は、旅館清風荘を前身とし、1931年（昭和6年）に清風荘として開業した歴史のあるホテルであった。1948年（昭和23年）に株式会社化し、株式会社清風荘が運営。1982年（昭和57年）には長崎県長崎市に長崎ホテル清風も開業した。しかし、業績低迷のために2011年（平成23年）6月13日に株式会社九州ホテルリゾートに事業を譲渡した。
株式会社九州ホテルリゾートは、2016年（平成28年）7月までに収支等の業績が改善したとして、別府ホテル清風及び長崎ホテル清風の再生運営を終了し、同年8月16日付で大江戸温泉物語株式会社に売却。大江戸温泉物語は同日から別府ホテル清風を休業して改装を行い、2017年（平成29年）7月28日に大江戸温泉物語 別府清風として再オープンさせた。

### 年表
- 1931年（昭和6年） - 清風荘として開業。
- 1948年（昭和23年） - 運営会社が株式会社化し、株式会社清風荘となる。
- 1960年（昭和35年） - 6階建ての新館（33室）を増築[6]。
- 1982年（昭和57年） - 長崎県長崎市に長崎ホテル清風を開業。
- 2001年（平成13年）11月20日 - 展望露天風呂の営業開始[7]。
- 2011年（平成23年）6月13日 - 株式会社九州ホテルリゾートに事業譲渡。
- 2016年（平成28年）8月16日 - 大江戸温泉物語株式会社が取得。同日から休業。
- 2017年（平成29年）7月28日 - 大江戸温泉物語 別府清風として再オープン。

## 館内施設
温泉
敷地内に3本の源泉がある。泉質は炭酸水素塩泉。
本館3階に大浴場、中館7階に露天風呂がある。いずれも男女入れ替え制。

### かつての館内施設
かつてのホテル清風は、以下の館内施設を備えていた。
- 展望露天風呂 - 営業時間 朝:5:30-9:30、夕:15:00-24:30[11]
- 展望岩風呂[11]
- 豊後の湯 - サウナ、ジャグジー、打たせ湯など7種類の風呂がある[11]。
  - 展望岩風呂と豊後の湯は午前と午後の時間帯による男女入れ替え制。
- 大理石風呂 - 貸切家族風呂。利用時間15:00-22:00。予約制[11]。

立ち寄りでも利用可能。

## 姉妹ホテル
旧別府ホテル清風の運営会社である九州リゾートホテルが運営する（していた）ホテル。
- 大江戸温泉物語 長崎ホテル清風 - かつての長崎ホテル清風で、別府ホテル清風と同じく2016年8月に大江戸温泉物語株式会社に売却された。その後も営業は継続していたが[8]、2017年2月からリニューアルを行い4月29日に「大江戸温泉物語 長崎ホテル清風」として再オープンした[13]。
- ドッグリゾート鹿児島 CoCoフォレいむた - 鹿児島県薩摩川内市の観光施設「いこいの村いむた池」の譲渡を受け2013年10月9日に開業。当初は「レイクサイドホテルいむた清風」として営業[14]。2016年8月以降も九州リゾートホテルが運営。